# Interair South Africa
Interair South Africa – nieistniejąca południowoafrykańska linia lotnicza z siedzibą w Johannesburgu.
Zaprzestała prowadzenie działalności operacyjnej w sierpniu 2015.